# Maternidad (Oviedo)

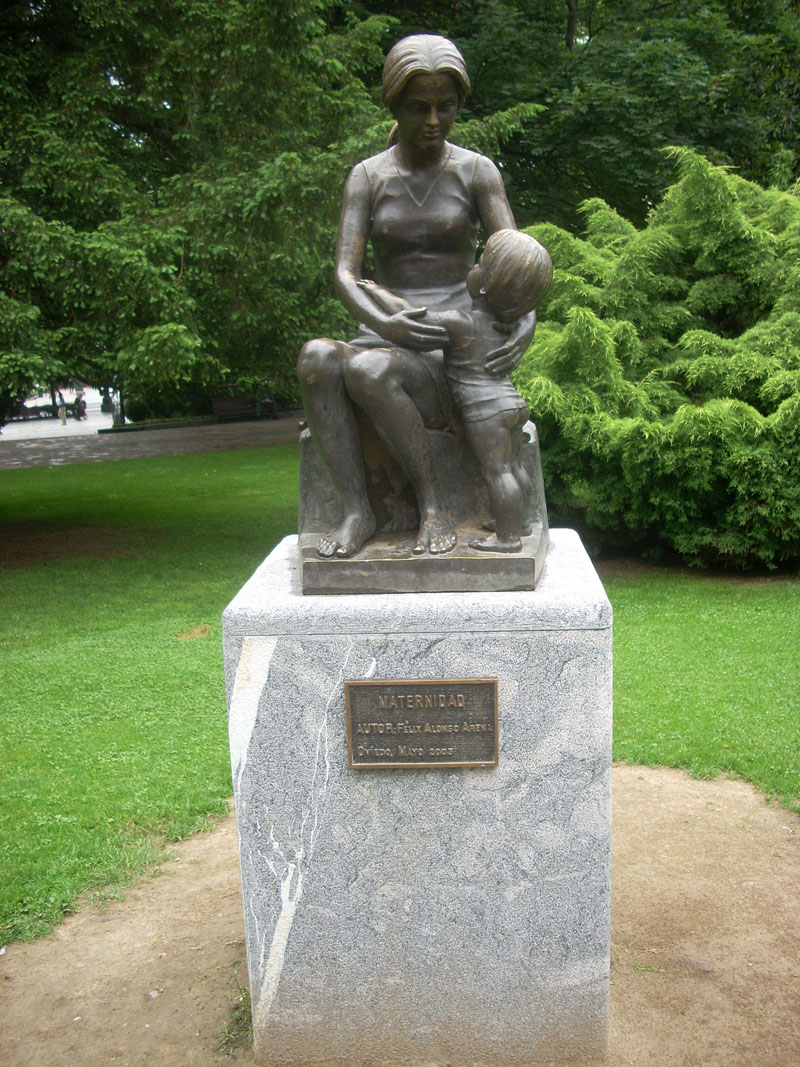
Maternidad.

La escultura urbana conocida como Maternidad, ubicada en una zona verde, junto al estanque del Campo de San Francisco, en la ciudad de Oviedo, Principado de Asturias, España, es una de las más de un centenar que adornan las calles de la mencionada ciudad española.
El paisaje urbano de esta ciudad se ve adornado por obras escultóricas, generalmente monumentos conmemorativos dedicados a personajes de especial relevancia en un primer momento, y más puramente artísticas desde finales del siglo XX.
La escultura, hecha en bronce, es obra de Félix Alonso Arena, y está datada en 2003. El artista cedió los derechos al Ayuntamiento para que pudiera realizar una reproducción en bronce de su original. Es de menor tamaño que el natural y con una gran sencillez muestra a una mujer, descalza, sentada tendiendo los brazos hacia el niño (que también está descalzo) que la mira.